# Davau de Ouro
Davau de Ouro (Dávao de Oro) é uma província de primeira classe de renda da província (d) na região Região de Dávao (Região XI), nas Filipinas. De acordo com o censo de 1 de maio  de  2020 possui uma população de 767 547 habitantes  e 188 918 domicílios.
A sua capital é Nabunturan.

## Subdivisões
Municípios
- Compostela
- Laak
- Mabini
- Maco
- Maragusan
- Mawab
- Monkayo
- Montevista
- Nabunturan
- Nova Bataan
- Pantukan